# Nicolas III d'Este
Pour les autres membres de la famille, voir Maison d'Este.
Nicolas III d'Este, né le 9 novembre 1383 et mort le 26 décembre 1441, est un condottiere italien membre de la maison d'Este, marquis de Ferrare de 1393 à sa mort. Arrivé au pouvoir à l'âge de dix ans, d'emblée contesté de toutes parts, il s'émancipe progressivement du conseil de régence et des puissants parrains qui en assurent la tutelle, puis développe une politique pragmatique, tantôt armée, tantôt diplomatique, pour accroître les possessions et l'influence de la maison D'Este.

## Enfance et jeunesse
Fils naturel d'Alberto (V), seigneur de Ferrare, et d'Isotta Albaresani, issue d'un rameau de petite noblesse que son père épouse à la mort de sa femme Giovanna de' Roberti, il est légitimé par le pape Boniface IX en 1391. Il est présenté au peuple le jour même des funérailles de son père (1er août 1393), et, à dix ans à peine, il hérite ainsi de Ferrare, Modène, Adria, Comacchio, Rovigo. Par volonté expresse de son défunt père, le tout jeune marquis est entouré d'un conseil de régence de dix membres, dont six élus tous les deux mois par la population. Malgré la bienveillance diplomatique et la protection militaire de Bologne et de Venise, ses dix premières années au pouvoir sont fortement contestées par d'autres prétendants.
Il doit ainsi faire face aux prétentions d'Azzo, fils de Francesco d'Este, qui complote, depuis Florence, pour lui enlever Ferrare. Son complot ayant été éventé, il soulève les châtelains du Frignano, et Ferrare doit demander l'aide de Lucques pour calmer la situation. En 1394, Azzo, soutenu dans ses entreprises par Milan, Ravenne, Forli, attire à lui plusieurs vassaux la maison D'Este et tente une nouvelle incursion dans le Ferrarais. Repoussé, il dévaste les environs de Modène.  Il tente à nouveau sa chance en 1395 et Nicolas se résout alors à soudoyer un de ses alliés pour le faire assassiner. Mais le meurtrier désigné, après avoir empoché la prime, épargne Azzo. Les Ferrarais forment alors une ligue avec Venise, Florence et Bologne, qu'ils financent en donnant le Polesine di Rovigo en gage à Venise contre 50 000 ducats. Placées sous le commandement d'Astorgio Manfredi, seigneur de Faenza, leurs troupes écrasent les rebelles à la bataille de Portomaggiore et y font prisonnier Azzo, que Manfredi refuse de livrer aux Ferrarais et qu'il conserve en échange d'une pension annuelle de 3 000 ducats.
Parallèlement, Francesco Novello da Carrara, alors seigneur de Padoue, pousse son épouse, Taddea, à exiger de la maison d'Este ses droits sur l'héritage de son oncle Nicolas II (le boiteux), prétentions réglées par le versement de 23 488 ducats d'or en 1394. D'autres féodaux se rebellent également, comme Francesco da Sassuolo, qui s'empare de Sassuolo, ou le comte de Barbiano, qui se saisit de Vignola.

## Premier mariage et émancipation
En juin 1397 Nicolas épouse - en une alliance concoctée par les Vénitiens - une fillette de 13 ans, Gigliola da Carrara, fille de Francesco Novello da Carrara. L'année suivante, il se trouve ainsi allié, contre Milan, aux Gonzague, à Florence, à Padoue, à Bologne et aux Malatesta qui gouvernent alors Rimini. 
En juillet 1398, son beau-père entre en force dans Ferrare, dépose les régents et remplace les membres du conseil par des Padouans à sa solde. Affaibli, malgré la médiation de Venise, Nicolas prend alors progressivement son autonomie : en mars 1399, il attaque et défait le comte de Barbiano pour lui reprendre Vignola. Une grave maladie lui permet de dévoiler les plans de sa belle famille sur Ferrare. Une fois rétabli, il éloigne les Padouans des institutions municipales et purge le conseil de régence qu'il transforme bientôt en conseil privé. Il reprend également l'initiative sur le plan diplomatique en se rendant à Milan, affirmant ainsi son libre arbitre par rapport aux tutelles qui ont accompagné sa régence.

## Allié du Pape

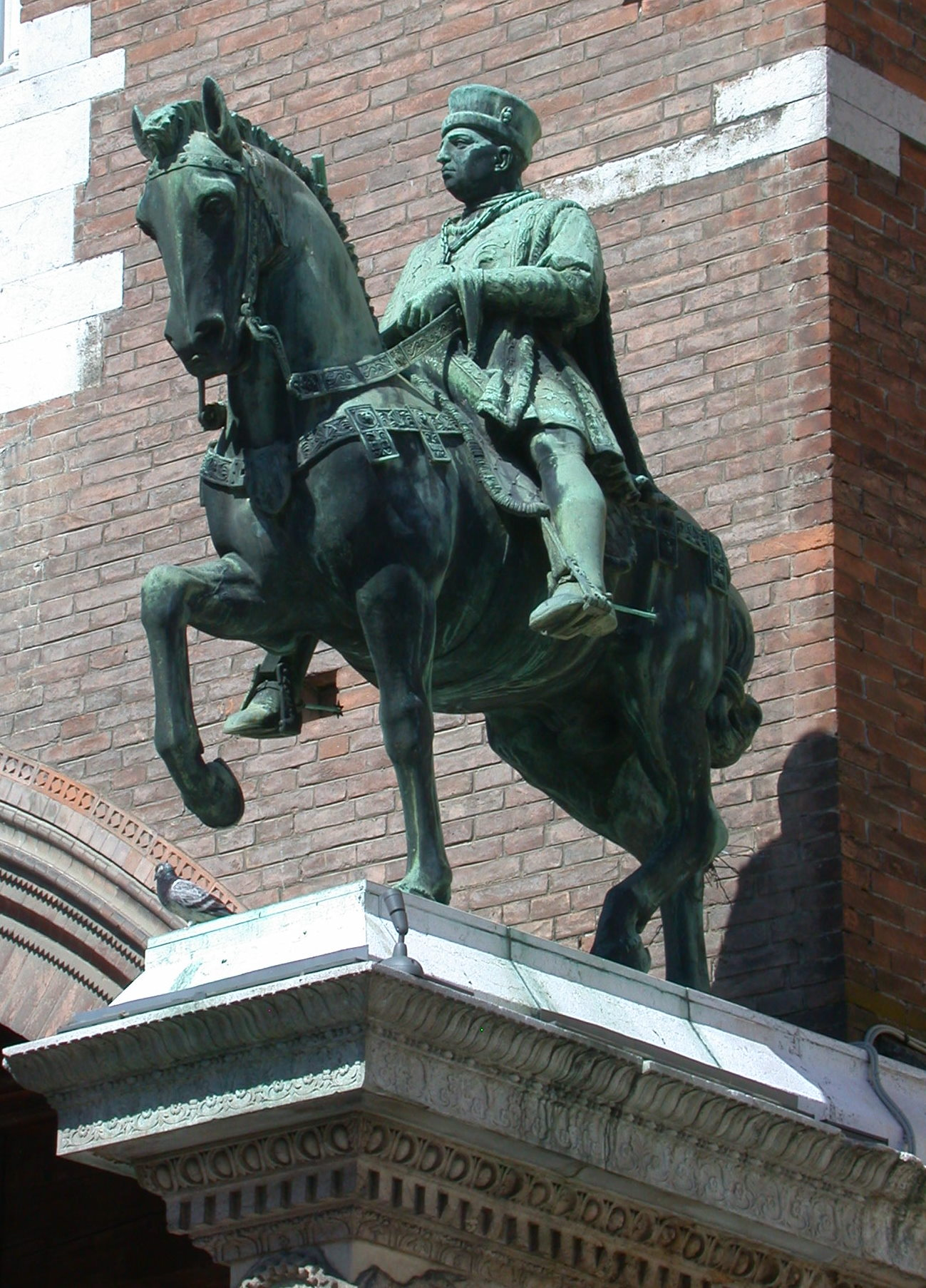
Statue équestre de Nicolas III, marquis de Ferrare. Copie du monument du XIV.

En 1402, la mort de Giangaleazzo Visconti ayant une nouvelle fois rebattu les cartes au nord de la péninsule, le pape Boniface IX, en échange de Reggio, de Parme - une fois celles-ci reconquises - et des terres de Nonantola et de  Bazzano, propose à Nicolas de prendre la tête d'une coalition destinée à rendre Bologne au Saint-Siège. C'est alors qu'il s'apprête à prendre Parme que Nicolas apprend que les envoyés du Pape ont signé une paix séparée avec les Milanais (traité de Caledio, 25 août 1403). 
L'affaire laisse peu de gains à la maison D'Este : reconnaissance de sa légitimité sur Crevalcore, dans les environs de Bologne, espérances trompées concernant Nonantola et Bazzano, tandis que Reggio et Parme tombent sous la coupe d'Ottobuono Terzi, condottiere agressif, protégé des Vénitiens et ayant même des vues sur Ferrare. En 1409, lassé de ses incursions sur ses terres de Modène, Nicolas, après s'être allié en vain à Milan, Brescia et Crémone, finit par attirer son rival dans un guet-apens, le faisant assassiner près du château de Rubiera. Ce meurtre lui donne le champ libre pour s'emparer enfin de Reggio et de Parme, et lui permet de faire rentrer dans le rang les nobliaux que Terzi mobilisait contre lui.
En 1404, Nicolas se propose en médiateur dans le conflit qui oppose Venise à la maison de Carrare pour la possession de Vérone et de Vicence, avant de se rallier à la seconde pour reprendre à Venise le Polesine di Rovigo, qu'il leur avait cédé en gage des années plus tôt. Mais Venise est déterminée à se constituer un véritable état sur la terre ferme et, après s'être emparé de Vicence et de nombreuses autres cités, contraint Nicolas le 25 mai 1405, à lui céder définitivement le Polesine, lui interdisant par ailleurs de produire du sel sur le territoire de Comacchio. 
En 1410 Nicolas semble se rapprocher de l'Église, mais, l'arrivée au trône pontifical de Jean XXIII l'amène à appuyer Bologne quand celle-ci, en mai 1411, se rebelle contre le Saint Père, suivie de Forlì, qui se donne à Ferrare. Une paix signée le 17 juin 1412 vient mettre fin à cette période de turbulence.
Le 6 avril 1413, il part pour la Terre Sainte, via Pola et Zara. Après un bref pèlerinage, au cours duquel il est adoubé chevalier du Saint-Sépulcre, il rentre à Ferrare (via Chypre) le 6 juillet, pour participer à une nouvelle alliance contre le Pape, avant de tromper ses alliés en rejoignant le camp pontifical, soutenu par l'empereur Sigismond. L'année suivante, il entreprend un second pèlerinage à Saint-Antoine de Vienne, dans le Dauphiné. Sur le chemin du retour, il est capturé et retenu en otage par le châtelain de San Michele Mondovi, qui le libère en échange d'une rançon.

## La montée en puissance de Milan et de Venise

Armoiries de la Maison D'Este à l'époque de Nicolas III. Écartelé, en 1 et 4 d'azur, à trois fleurs de lys d'or, à la bordure endentée de gueules et d'or et en 2 et 3 d'azur, à l'aigle d'argent, becquée, languée et couronnée d'or.
Les fleurs de lys sont une concession d'armes faites par Charles VII de France en 1431.

Pendant ce temps, les équilibres politiques de la péninsule évoluent à nouveau, bouleversés par les ambitions de Filippo Maria Visconti, qui cherche à réunir les possessions milanaises de son père, démembrées, dix ans plus tôt, au profit des autres cités-états de la plaine du Pô. En 1415, Nicolas adhère à la ligue formée par ces dernières contre les Visconti, mais juge plus sage, après cinq années de combats incertains, de pactiser avec Milan. Le 13 novembre 1420, il abandonne Parme et une partie des terres attachées à Reggio, qu'il conserve cependant en qualité de vassal. Le 22 janvier suivant, le Visconti lui donne Castellarano, Rodeglia, Gavardo e Carpineto.
Milanais et Vénitiens dominant désormais pesamment l'Italie du nord , la maison D'Este se retire dans une position de neutralité, voire d'intermédiaire entre les deux partis, pour garantir l'intégrité de ses domaines. Pragmatique, Nicolas abandonne cependant parfois cette position, comme en 1426, pour prendre, contre Milan, le parti de Venise, alliée à l'occasion des Florentins. Il parvient même à jouer un rôle de conciliation, hébergeant à Ferrare les pourparlers de paix qui mettent fin à l'affrontement, le 3 mai 1428.
En 1430, les habitants de la Garfagnana, pour éviter l'intervention de Florence, se jettent dans les bras de Nicolas D'Este et son vicariat sur la région lui est reconnu trois ans plus tard par l'Empereur. En 1431, le roi de France l'autorise à ajouter les lys à son blason. En 1433, il héberge à Ferrare les pourparlers de paix qui mettent fin à de nouveaux affrontements entre les Visconti et Venise.

## Veuf de Gigliola, second et troisième mariage
En 1416, Gigliola, sa première épouse, décède sans lui laisser d'héritier. Après deux années de veuvage, il épouse Parisina, la fille d'Andrea Malatesta, alors seigneur de Cesena. Arrivée dans une cour fort libertine et peuplée des innombrables bâtards de son nouvel époux, l'adolescente lui ayant donné la descendance attendue est surprise en plein adultère avec son beau-fils Ugo (mai 1425). Emprisonnés, les deux amants sont exécutés le 21 mai.
En 1429, il épouse en troisièmes noces Ricciarda, la fille de Thomas III de Saluces, poète et auteur du roman allégorique en français Le Chevalier errant, marquant l'intérêt ancien de la cour de Ferrare pour la littérature chevaleresque en français. La même année, préparant sa succession, il obtient du pape Martin V qu'il légitime son fils Lionel, clarifiant ainsi ses intentions vis-à-vis de ses fils légitimes, Hercule et Sigismond.

## Bilan
Sous Nicolas, les états gouvernés par la famille D'Este finissent par occuper une place centrale dans les équilibres de la péninsule, plus par la diplomatie que par la force, toujours insuffisante face à ses puissants voisins. En 1436-37 il arrache au pape Eugène IV le retour de Lugo dans le giron de la maison d'Este, et lui achète ensuite, pour 11 000 ducats, Bagnacavallo et Massa Lombarda. En 1438, la république de Venise, pour prévenir tout rapprochement entre Ferrare et Milan, lui restitue le Polésine de Rovigo. 
En 1438, il est suffisamment respecté pour attirer à Ferrare, dans le cadre d'un rapprochement entre les églises romaine et orthodoxe, le Pape, l'empereur grec Jean VIII Paléologue, Joseph, patriarche de Constantinople, le despote Morea Demetrio et une foule de personnalités des deux bords.
Du point de vue de l'urbanisme, Nicolas inaugure les travaux de la tour de la cathédrale de Ferrare. Il fait édifier des ponts, des églises, des châteaux, dont la résidence de Belriguardo et, sur le Pô, la forteresse dite de Castelnuovo, où il installe sa maîtresse Filippa Dalla Tavola. 
Ayant reçu une éducation soignée, il fait rouvrir en 1402 les portes de l'université de Ferrare, fermées depuis huit ans pour des raisons économiques, et y invite des enseignants de renom. Il patronne la création du Studium de Parme. Il institue la bibliothèque ducale (qui deviendra fameuse sous le nom de Biblioteca Estense). Nicolas engage à sa cour des musiciens et patronne les arts et l'industrie : horlogerie, joaillerie, tapisserie, broderie, miniature. Le faste de sa cour grève cependant les finances de l'état et les niveaux d'imposition atteignent des records. Mais la famille D'Este a soin de subvenir, si nécessaire, aux besoins de la population, en subventionnant l'achat des denrées alimentaires en période de disette.

## Mort et succession
Dans la dernière période de sa vie, Nicolas participe à l'équilibre entre Venise et Milan, les deux forces principales du nord de l'Italie, volant au secours, si nécessaire et parfois en sous-main, de la plus faible contre la plus forte. 
En 1441, il est si proche du parti milanais qu'il fait le voyage de Milan. Le 26 décembre 1441, alors qu'il y séjourne depuis quelques semaines, il meurt brutalement, peut-être empoisonné. Le 10 janvier, son corps, ramené à Ferrare, est inhumé sans cérémonie dans l'église Santa Maria degli Angeli. Son testament dispose un ordre de succession qui favorise Lionel, puis ses fils légitimes et ensuite ses bâtards. Sans descendants, légitimes ou non, la succession doit passer à Hercule et à Sigismond, les deux fils qu'il a eus du lit de sa dernière épouse.

## Mariages et descendance
Nicolas III eut peut-être trente enfants illégitimes. Seuls les enfants de Stella, une noble de Sienne, sont déclarés héritiers, faute de descendance mâle des deux mariages précédents. Stella devient première dame quand Melladuse, un bâtard né un an après la naissance d'Ugo, est exclu de la succession. Melladuse et deux autres fils, Alberto et Guronne, nés de l'union avec une servante, Filippa della Tavola, ne sont pas admis à participer à l'adoubement administré par l'empereur Sigismond de Luxembourg en route vers en Rome en 1432. S'il n'épouse pas Stella, il la couvre de cadeaux et lui donne des terres.
- Nicolas III d'Este x Gigliola da Carrara (morte de la peste en 1416). Fille de Francesco II da Carrara, seigneur de Padoue.
  - Sans descendance connue.

- Nicolas III d'Este x Parisina Malatesta (décapitée[15] le 21 mai 1425 pour adultère en compagnie de son beau-fils Ugo). Fille d'Andrea Malatesta.
  - Ginevra d'Este (1419) x Sigismondo Pandolfo Malatesta.
  - Luzia d'Este (1419 - 1437) x Charles Gonzague, seigneur de Sabbioneta.
  - Alberto Carlo d'Este (né et mort en 1421).

- Nicolas III d'Este x Ricciardia de Saluces. Fille de Thomas III de Saluces et Marguerite de Pierrepont, fille de Hugues II de Pierrepont comte de Roncy et Braine.
  - Hercule Ier d'Este (1431 – 1505). Duc de Ferrare.
  - Sigimondo d'Este (1433 - 1507). Seigneur de San Martino in Rio.

- Nicolas III d'Este, enfants illégitimes.
  - x Caterina Abaresani
    - Meliaduse d'Este, abbé de  Pomposa et  Ferrara, (1406 - 1452), fils de Caterina de Medici.

  - x Stella de' Tolomei, issue d'une grande famille de banquiers siennois.
    - Ugo d'Este, décapité le 21 mai, 1425 pour un adultère avec sa belle-mère Parisina Malatesta.
    - Lionel d'Este (1407 - 1450)
    - Borso d'Este (1413 - 1471)
    - Béatrice d'Este (1427 - 1497)
x Niccolò de Correggio
x Tristano Sforza

  - x Filippa della Tavola
    - Alberto d'Este (1415 - 1502)
    - Isotta d'Este (1425 - 1456)
  x Oddantonio II de Montefeltro, duc d'Urbino.
  x Étienne Frangipani, comte de  Segni.
    - Gurone d'Este († 1484). Abbé.

  - x ?
    - Camilla d'Este x Rodolfo da Varano, de Camerino.

  - x Anna de Roberti
    - Rinaldo d'Este, seigneur d'Ostellato (vers 1435 - 1535).
    - Bianca Maria d'Este (1440 - 1506) x Galeotto Ier Pico, seigneur de la Mirandole.

## Voir aussi

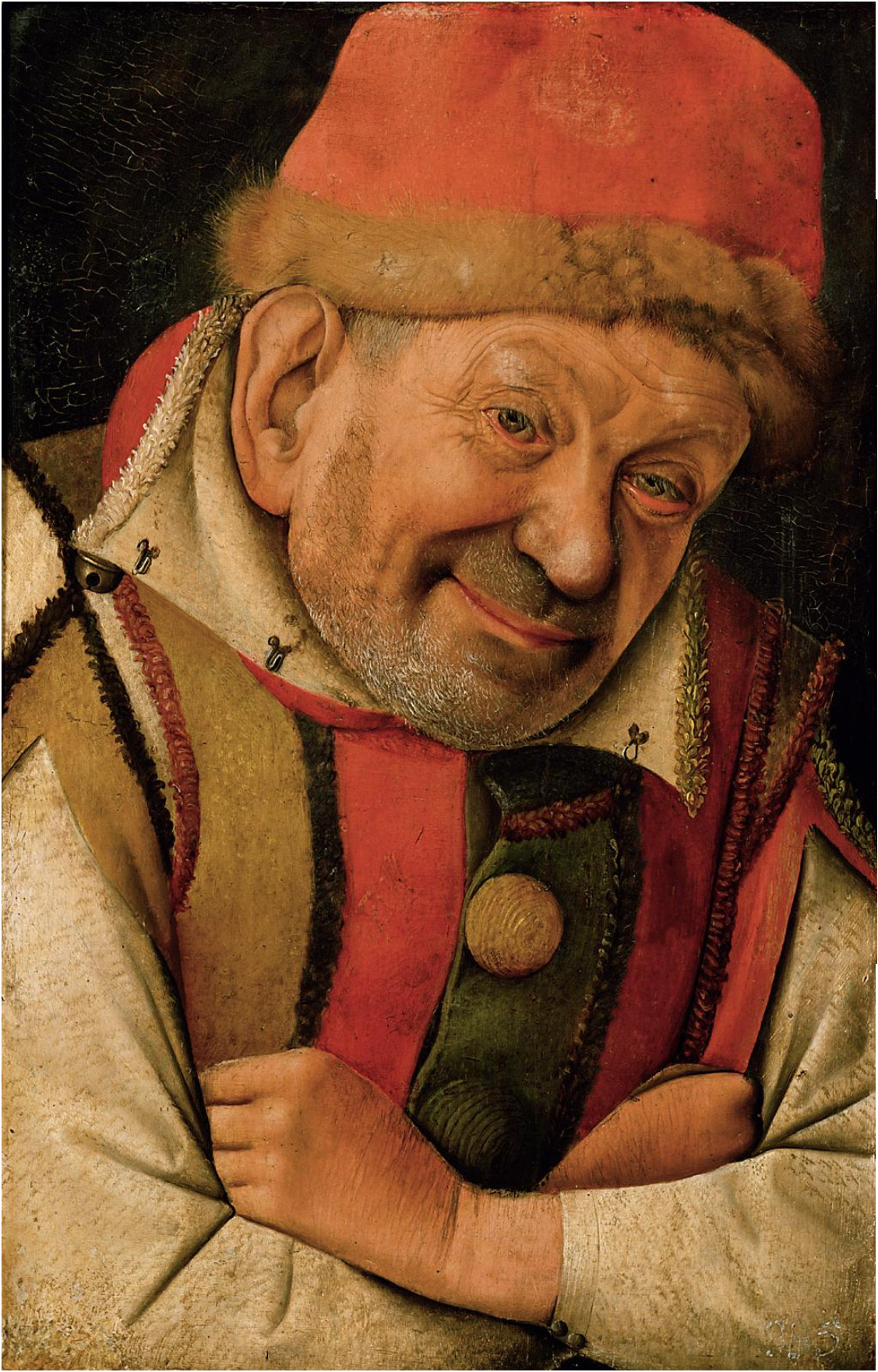
Portrait du bouffon Gonnella par Jean Fouquet